# Димитар Крстевић
Димитар Крстевић (познат и као Дичо Зограф, Димитар Крстев, Димитрије Крстевић; Тресонче, 1819 — 1872) био је иконописац и представник дебарске уметничке школе.

## Биографија
Према сопственим белешкама, рођен је марта 1819. године у мијачком селу Тресонче. Презиме је добио по оцу Крсти, који био такође мајстор зограф. Припадао је роду Дичовци, чије је крсна слава Петковдан. Зна се да се Димитрије оженио 1. јула 1839. године. Вероватно је учио занат од оца, радећи као помоћник и још у младим годинама је показао велико интересовање за уметност, посебно за дуборез, сликарство и фрескопис. Поред оца и њега, зографским радом су се бавила цела породица - потомци - син Аврам, унук Крсто, а 1929. године још су били живи његови потомци Мирча Илић и Серафим Милошевић. Мирча је иначе насликао фреске у црквама у Нићифорову и Врутоку. Одржавао је преписку са Стефаном Верковићем, коме је слао старе рукописе и књиге. У писму упућеном Верковићу септембра 1869. године, потписао се као Дичо живописец Болгарин.
Један је од најпознатијих иконописаца на Балакну у 19. веку. У свом кратком животу је насликао више од 2.000 икона за православне цркве широм Северне Македоније, Грчке, Бугарске и Србије (међу којима је Саборна црква у Врању). У свом раду је систематски радио на новим иконостасима, а карактеристика његовог рада је да су иконе насликане на неутралној, углавном златној позадини, а самим тим је истицао духовност светаца.

## Галерија
- Стваралаштво Дича Зографа